# Andrena tianshana
Andrena tianshana är en biart som beskrevs av Osamu Tadauchi och Xu 1995. Andrena tianshana ingår i släktet sandbin, och familjen grävbin. Inga underarter finns listade i Catalogue of Life.